# HuCard

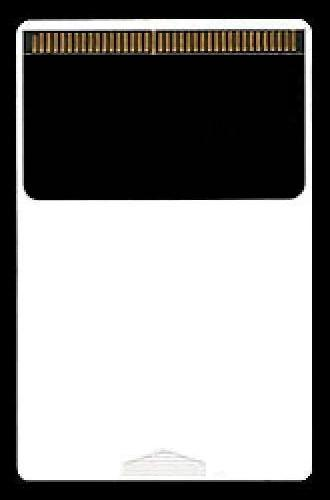
HuCard.

Una HuCard es una tarjeta de memoria desarrollada por Hudson Soft, que posteriormente fue adquirido por Konami. 
Tiene el tamaño de una tarjeta de crédito (85 x 54 x 2 mm y 12 gramos de peso) y se utiliza como soporte en las videoconsolas NEC PC Engine y SuperGrafx. El desarrollo es parte de Mitsubishi Plastics. En comparación con el más tradicional cartucho utilizados por casi todas las videoconsolas de la época, la HuCard es relativamente pequeña y compacta.
En los Estados Unidos las HuCards son llamadas TurboChips, debido al nombre de la versión americana de la PC Engine, la TurboGrafx.

## Antecedentes
En 1985 Mitsubishi Plastics y Hudson Soft desarrollaron para los ordenadores MSX la Bee Card, como un sistema de cartucho ROM compacto y fácil de almacenar, aunque requería de un adaptador. Hudson lo utiliza para comercializar su soft. La BeeCard es ligeramente más delgada y tiene 32 conectores mientras que la HuCard tiene 38.

## Detalles técnicos
Una HuCard consta de una base de plástico blanco con una marca para facilitar la extracción en forma de flecha en el extremo superior por ambas caras. Por debajo de esta se serigrafía o incluye con un adhesivo un identificador (logotipo, captura de pantalla..) del soft. El resto está ocupado por un circuito integrado (IC) que se coloca cerca de los conectores y protegido por un escudo de plástico fino. Los contactos tienen un baño de oro a prueba de herrumbe. En la parte trasera pueden serigrafiarse indicaciones de manejo o dejarse en blanco
El tamaño de la zona negra ocupada por el chip depende del circuito usado y su capacidad. En principio su capacidad era de 2 Mbits (256 Kilobytes) , luego se van sacando de 4 Mbit (512 KB) y 8 Mbit (1 Megabyte). el máximo se alcanza con el lanzamiento de Street Fighter II: Champion Edition con una capacidad de 20 Mbit (2.5 MB). Con la aparición del SUPER CD-ROM2 se incluye memoria RAM y con la aparición de la tarjetas arcade, SRAM y RAM baterizada por una pila de litio CR2320. Esto último causa la aparición de una joroba en la zona de etiqueta que es la cubierta removible de la pila
Para su comercialización se usa una jewel case de CD modificada, que en lugar del mecanismo de sujeción del CD tiene unos bordes para contener la tarjeta y la cubierta de plástico suave. A veces se incluye un mecanismo de sujeción de la tarjeta. Esto garantiza para los comercios un tratamiento uniforme de todos los títulos de la consola.